# Geomonhystera villosa
Geomonhystera villosa is een rondwormensoort uit de familie van de Monhysteridae. De wetenschappelijke naam van de soort is voor het eerst geldig gepubliceerd in 1971 door Timm.